# Las Manseras
Los Manceras, también conocido como Las Manceras, es un barrio periférico perteneciente al distrito de Campanillas de la ciudad andaluza de Málaga, España. Según la delimitación oficial del ayuntamiento, limita al norte con el barrio de Segovia y por todos los demás lados con terrenos no urbanizados de campos y huertas de la vega del Guadalhorce, que lo separan de los barrios vecinos de Roquero y Castañetas, el ayuntamiento de Málaga lo tiene bastante abandonado desde siempre. 

## Transporte
En autobús queda conectado mediante las siguientes líneas de la EMT: 
| Línea | Trayecto                 | Recorrido | Frecuencia |
| ----- | ------------------------ | --------- | ---------- |
| 281   | Santa Águeda - Los Núñez | Recorrido | 85 minutos |

1Desde el 16 de junio de 2007, la Línea 28 está dirigida temporalmente por el Consorcio de Transportes de Málaga a través de la línea M-150. El coste y los horarios no han variado.